# هشام شعبان
هشام شعبان من مواليد 8 أغسطس 1980 في طرابلس، ليبيا وهو من أبناء مدينة ترهونة الليبية، وهو لاعب كرة قدم ليبي يلعب حاليا لنادي الاتحاد.

## روابط خارجية
- هشام شعبان على موقع الاتحاد الدولي (مؤرشف)  (الإنجليزية)
- هشام شعبان على موقع ناشيونال فوتبول تيمز (الإنجليزية)
- هشام شعبان على موقع كووورة